# مسجد سونغاي جامبو
مسجد سونغاي جامبو هو واحد من أقدم المساجد في إندونيسيا، يقع المسجد في زاوية سونجاى جولوك في ولاية نهر جولوك في منطقة بريانغان في تاناه داتار غرب سومطرة، يقع المسجد في سفح جبل ميرابي وبدأ البناء في المسجد في عام 1918، والذي خضوع لعدد من التحسينات من الناحيتين المادية والإدارية، وكان المسجد قد فاز عدة مرات في المرحلة الأولى في تقييم أفضل مسجد في المحافظات التي أجراها مجلس المساجد الإندونيسية وآخرها في عام 2012، حاليا يستخدم المسجد في الأنشطة الدينية للمسلمين، ويستخدم أيضا كوسيلة للتعليم الديني للمجتمع، بالإضافة إلى ذلك يتم عقد عدد من الأنشطة الدينية والاجتماعية بانتظام في المسجد .

## التاريخ
يقع المسجد في سونجاى جولوك التي تعتبر واحدة من أقدم القرى في المينانجكاباو، بني المسجد في عام 1918، مع التمويل الذي تدفق من الخارج ومن السكان المحليين، وقدم ارتفاعت الأنشطة الاجتماعية التي تركزت على المسجد عدة مرات، والتي قررت من قبل وزارة الشؤون الدينية باعتبارها أفضل المساجد في المحافظات، وعلى المستوى الوطني ورشح المسجد بين أفضل مسجد بيئي عامة .

## الأحداث
بالإضافة عمله بوصفه مكانا للعبادة، إلى أنه يعقد فيه الأنشطة الدينية والأنشطة الاجتماعية بشكل منتظم، الأنشطة الدينية التي يقدمها المسجد تعميق القدرة على حفظ القرآن الكريم، بالإضافة إلى ذلك هناك دورات لتعليم اللغة العربية واللغة الإنجليزية، المسجد بني على مساحة تقدر 600 متر مربع .